# Rhyscotidae
Rhyscotidae är en familj av kräftdjur. Rhyscotidae ingår i ordningen gråsuggor och tånglöss, klassen storkräftor, fylumet leddjur och riket djur. Enligt Catalogue of Life omfattar familjen Rhyscotidae 21 arter. 
Kladogram enligt Catalogue of Life:
| Rhyscotidae | \| \| Rhyscotoides \| \| \| \| \| \| Rhyscotus \| \| \| \| |
|             | \| \| Rhyscotoides \| \| \| \| \| \| Rhyscotus \| \| \| \| |
|             | Rhyscotoides                                               |
|             |                                                            |
|             | Rhyscotus                                                  |
|             |                                                            |